# باتريك شونفيلد
باتريك شونفيلد (بالألمانية: Patrick Schönfeld)‏ هو لاعب كرة قدم ألماني في مركز الهجوم، ولد في 21 يونيو 1989 في نورنبرغ في ألمانيا. لعب مع آينتراخت براونشفايغ وأرمينيا بيليفيلد وإرتسغيبيرغه آوه وروت فايس أوبرهاوزن ونادي نورنبرغ.

## وصلات خارجية
- باتريك شونفيلد على موقع قاعدة بيانات كرة القدم.إي يو (الإنجليزية)
- باتريك شونفيلد على موقع بيانات كرة القدم. دي إي (الألمانية)
- باتريك شونفيلد على موقع Soccerway.com (الإنجليزية)
- باتريك شونفيلد على موقع عالم كرة القدم.نت (الإنجليزية)